# Manafest
Manafest (настоящее имя Крис Гринвуд) — канадский рэпер.

## Биография
Крис Гринвуд (Chris Greenwood), также известный под псевдонимом Manafest, родился в Торонто 19 июля 1979 года. После несчастного случая в 1998 году во время катания на скейтборде он решил посвятить себя музыке.
Его первые работы в качестве независимых альбомов — вышедший в 2001 году Mislead Youth: EP и демоальбом My Own Thing в 2003 году.
Позже Крис был замечен Тревором МакНеваном (Trevor McNevan), благодаря чему он подписал контракт с BEC Recordings, после чего на лейбле «Uprok Records» выходит его первый дебютный альбом Epiphany, который был выпущен только на Западном побережье.
В 2005 году Крис отправился в турне по Канаде, США и Ирландии. Его альбом Glory подчеркнул элементы рок-рэпа, с оттенками ню-метала, с основой, конечно же, из хип-хопа и рэпа. Песня «Bounce» прозвучала в первом эпизоде сериала «Рыцарь дорог» 2008 года, а «Wanna Know You» вошла в саундтрек видеоигры FlatOut: Ultimate Carnage. Альбом был номинирован на премию Juno Awards 2006.
В 2008 году выходит третий студийный альбом Citizens Activ, в записи которого принял участие Тревор МакНеван из Thousand Foot Krutch. Альбом в целом не опустил планку качества и был номинирован на премию GMA Dove Award в номинации «Лучший альбом года», как в своё время оба предыдущих.
В 2010 году выходит четвёртый студийный альбом The Chase, в котором не осталось ни единой предпосылки к обычному рэпу. По сравнению с прошлыми работами Крис слегка утяжелил свой репертуар, добавив больше гитар и рэпкора. Совместных композиций с Тревором МакНиваном из Thousand Foot Krutch, обладающим потрясающим альтернативным вокалом, в этом альбоме уже три — «Fire In The Kitchen», «Every Time You Run» и «Renegade».
В 2012 году выпущен пятый студийный альбом Fighter.
Альбом The Moment вышел 5 августа 2014 года. Это первая пластинка, на которой Крис решил отойти от рока. Тексты, как и раньше, чистые с позитивной лирикой. Посыл песен стал более духовным, наиболее это выражено в госпеле «Love Wide Open» о Божьей искупительной любви.
Записав альбом Reborn (2015), в котором Manafest уходит к истокам хип-хопа, в первую очередь, чтобы продемонстрировать своё возвращение в независимый статус, он запускает свой онлайн-курс Fanbase University, фокусирующийся на обучении независимых, начинающих музыкантов и упором на свободу от лейблов, под собственной маркой Manafest Productions, а также с помощью краудфандинговой платформы Kickstarter выпускает альбом Stones, где возвращается к стилю хард-рока и рэп-рока. Альбом назвали первым за пять лет абсолютным рок-альбомом.

## Дискография
| Год  | Альбом                   | Лейбл                        |
| ---- | ------------------------ | ---------------------------- |
| 2001 | Mislead Youth: EP        | Независимый                  |
| 2003 | My Own Thing             | Независимый                  |
| 2005 | Epiphany                 | BEC Recordings\Uprok Records |
| 2006 | Glory                    | BEC Recordings               |
| 2008 | Citizens Activ           | BEC Recordings               |
| 2010 | The Chase                | BEC Recordings               |
| 2012 | Fighter                  | BEC Recordings               |
| 2014 | The Moment               | BEC Recordings               |
| 2015 | Reborn                   | Manafest Productions         |
| 2017 | Stones                   | Manafest Productions         |
| 2019 | This Is Not The End      | Manafest Productions         |
| 2022 | I Run With Wolves        | Manafest Productions         |
| 2024 | Learning How to Be Human | Manafest Productions         |

## Песни на сборниках
- Hip Hope Hits 2006 — «Let It Go» and «What I Got To Say» (Gotee, 2005)
- Launch: Ignition — «Let It Go» (CMC, 2005)
- Hip Hope Hits 2007 — «Rodeo» (Gotee, 2006)
- Launch: Starting Line — «Style» (CMC, 2006)
- 27th Annual Covenant Hits — «Let It Go» (CMC, 2006)
- Hip Hope Hits 2008 — «Bounce» (Gotee, 2007)
- Launch: Inferno — «Out Of Time» (CMC, 2007) (bonus online download)
- Canada Rocks — «Impossible» (CMC, 2008)
- GMA Canada presents 30th Anniversary Collection — «Bounce» (CMC, 2008)
- Canadian Hit — «No Plan B» (CMC, 2010)

## Награды и номинации
GMA Canada Covenant Awards
- 2002 Modern Rock/Alternative Песня Года: «Freedom»
- 2005 Rap/Hip-Hop Альбом Года: Epiphany
- 2005 Rap/Hip Hop Песня Года: «Let It Go»
- 2006 Номинация, Клип Года: «Rodeo»
- 2007 Rap/Hip Hop Альбом Года: Glory
- 2007 Rap/Hip Hop Песня Года: «Bounce»
- 2008 Номинация, Rap/Hip Hop Альбом Года: Citizens Activ
- 2008 Номинация, Rap/Hip Hop Песня Года: «Good Day»
- 2009 Rap/Hip Hop Песня Года: «4-3-2-1»

GMA Music Awards
- 2007 Номинация, Rap/Hip-Hip Песня Года: «Skills»
- 2007 Номинация, Rap/Hip-Hop Альбом Года: Glory
- 2009 Номинация, Rap/Hip-Hip Песня Года: «So Beautiful»
- 2009 Номинация, Rap/Hip-Hop Альбом Года: Citizens Activ

Juno Awards
- 2007 Номинация, Альбом Года: Glory